# Antica Gelateria del Corso
Antica Gelateria del Corso è una linea di gelati con cui vengono commercializzati alcuni prodotti facenti riferimento al marchio Gelati Motta, attualmente sotto proprietà di Froneri, joint venture realizzata nel 2016 tra il gruppo inglese R&R e la multinazionale svizzera Nestlé.

## Storia
Durante la seconda metà degli anni settanta del XX secolo, a fronte di una concorrenza sempre più agguerrita, Italgel decise che i tempi erano maturi per la creazione di un marchio che permettesse la nascita di prodotti gelati di elevata qualità, da poter proporre a una fascia di clientela particolare, con molta attenzione verso il settore della ristorazione.
Con queste premesse, all'inizio degli anni ottanta la SME, divisione alimentare dell'IRI, all'epoca proprietaria di Italgel, decise di affiancare ai marchi controllati nel segmento gelati (ovverosia Gelati Motta e Gelati Alemagna), una linea di gelati di alta qualità concentrata su un ristretto numero di prodotti, realizzati utilizzando materie prime di pregio.
Nel corso degli anni, tale marchio si è sempre più distinto come il marchio di alta qualità di Italgel.
Nel 1993, i marchi Italgel, fra cui Antica Gelateria del Corso, vengono venduti alla multinazionale svizzera del settore alimentare Nestlé. Nel 2016 Nestlé decide di scorporare il suo business nel settore gelati cedendo le sue attività internazionali a Froneri, una joint venture tra il gruppo inglese R&R Ice Cream e Nestlé stessa, in cui entrambe le società detengono il 50% del capitale.